# Telefonist

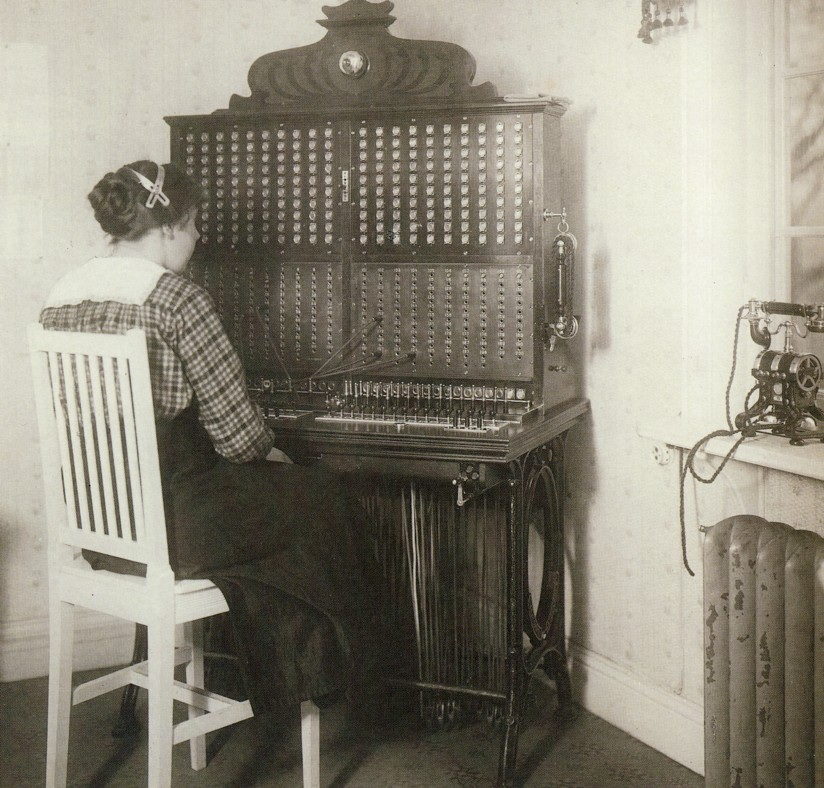
En telefonist vid telefonväxeln

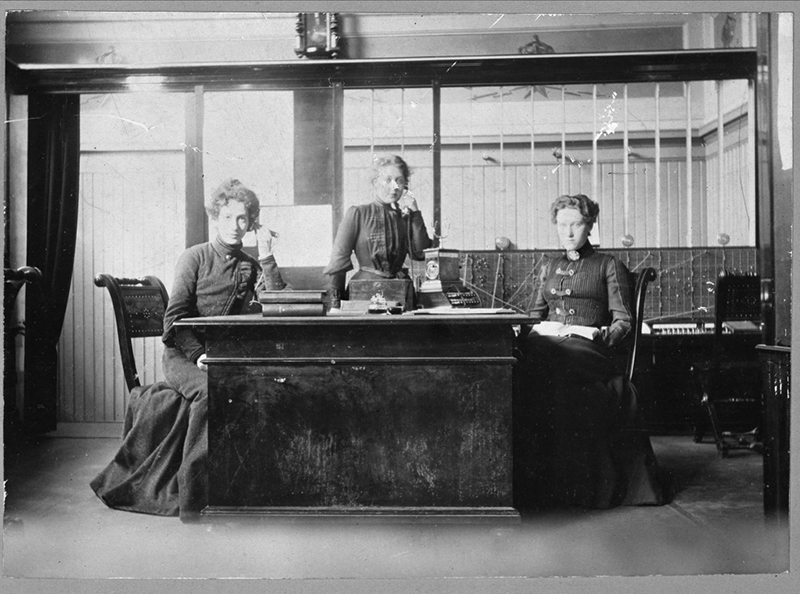
Telefonister vid Stockholms telefonstation, 1902–1903

En telefonist är en person som bemannar och betjänar en telefonväxel. Från första början var telefonistyrket ett utpräglat kvinnligt yrke världen över trots sin tekniska prägel. Under telefonhistoriens första halva var telefonister nödvändiga för all typ av telefontrafik: samtliga samtal kopplades av lokal-, riks- eller utlandstelefonister. Det fanns uträkningar [var?] som visade att om telefontrafiken fortsatte att öka i den takt den hade gjort, så skulle halva jordens befolkning behöva agera telefonister för att koppla samtal åt den andra halvan. Med automatiseringen avvecklades telefonisterna i det allmänna nätet, men förekommer fortfarande på företag och institutioner.